# Conversazioni e interviste 1963-1987
Conversazioni e interviste 1963-1987 è una raccolta di interviste di Primo Levi, uscita postuma presso Einaudi nel 1997, a cura di Marco Belpoliti. L'organizzazione del materiale è tematico e non cronologico, diviso in 6 sezioni.

## Edizioni
- Primo Levi, Conversazioni e interviste, collana "Gli Struzzi" n. 486, Einaudi, 1997,  pp. XXIII-321, ISBN 9788806143480.
  - (ES)  trad. di Francesc Miravitlles, Entrevistas y conversaciones, Península, Barcelona, 1998
  - (DE)  trad. di Joachim Meinert, Gespräche und Interviews, Hanser, München-Wien, 1999
  - (FR)  trad. di Dominique Autrand, Conversations et entretiens, 1963-1987, Laffont, Paris, 2000
  - (EN)  trad. di Robert Gordon, The voice of memory: interviews 1961-1987, New Press, New York, 2001
  - (DA)  trad. di Jytte Lollesgaard, Samtaler og interview 1963-1987, Forum, Copenaghen, 2003
  - (CS)  trad. di Drahoslava Janderová, Hovory s Primo Levim 1963-1987, Paseka, Praha, 2003
  - (JA)  trad. di Taki Yōsuke, Purīmo rēvi wa kataru. Kotoba kioku kibō, Seidosha, Tokyo, 2004
  - (HE)  trad. di Yitsḥaḳ Gerṭi, שיחות וראיונות 1963-1987, ʻAm ʻoved, Tel-Aviv, 2007